# Gayla Reid
Gayla Reid (* 12. Mai 1945 in Armidale, New South Wales) ist eine in Australien geborene kanadische Schriftstellerin, die 1995 den Ethel Wilson Fiction Prize gewann und 2005 mit dem Marian Engel Award ausgezeichnet wurde.

## Leben
Geboren und aufgewachsen in Armidale, New South Wales, wo ihre beiden Eltern bei der lokalen Tageszeitung arbeiteten, studierte Gayla Reid an der University of New England, der Australian National University und der University of British Columbia. Daraufhin blieb sie in Kanada, wo sie aktives Mitglied der feministischen Bewegung war, die Zeitung Kinesis und das Literaturmagazin Room of One's Own herausgab sowie Frauenstudien am Vancouver Community College unterrichtete.
Mit dem Schreiben von Kurzgeschichten und anderer Fiktion begann sie in den frühen 1990er Jahren. So gewann sie 1993 den Journey Prize für ihre Kurzgeschichte Sister Doyle's Men. 1994 veröffentlichte sie ihre erste Kurzgeschichtensammlung als Buch, To Be There With You, das im Folgejahr den zu den BC Book Prizes gehörenden Ethel Wilson Fiction Prize gewinnen konnte.
Gayla Reid erhielt 2005 zur Ehrung ihres schriftstellerischen Werks den Marian Engel Award.
Auch nach über 30 Jahren in Kanada kehrt sie häufig nach Australien zurück – zum Teil thematisch in ihren Büchern. Neben ihren fiktionalen Texten erarbeitet sie weiterhin in der öffentlichen juristischen Erziehung allgemeine Erläuterungstexte.

## Werk
Romane und Kurzgeschichten
- To Be There With You. Vancouver: Douglas and McIntyre, 1994.
- All the Seas of the World. Toronto: Stoddart, 2001. ISBN 978-0-7737-3280-3
- Closer Apart. Toronto: Stoddart, 2002. ISBN 978-0-7737-3337-4
- Come from Afar. Cormorant  Books, Ontario 2011. ISBN 978-1-77086-044-5.

Sachbücher
- A study of protection for battered women. (hrsg. zusammen mit Diana Ellis, Helga E. Jacobson u. a.), Woman’s Research Centre, Vancouver 1982.
- Preparing information on the law : guidelines for writing, editing and designing. (hrsg. zusammen mit Richard Darville) Canadian Law Information Council, Ottawa 1985.
- Keeping on track : an evaluation guide for community groups. (hrsg. zusammen mit Diana Ellis, Jan Bramsley u. a.), Woman’s Research Centre, Vancouver 1990.
- Reaching your readers : a fieldtesting guide for community groups. (hrsg. zusammen mit  Penny Goldsmith, Sidney Sawyer) Legal Services Society of British Columbia, Vancouver 1993.

## Auszeichnungen und Nominierungen
- 1993: Journey Prize, Sister Doyle’s Men
- 1995: Ethel Wilson Fiction Prize, To Be There With You
- 2005: Marian Engel Award